# Ilona Prunyi
Ilona Prunyi   (Debrecen, 1 de maig de 1941) és una pianista guanyadora del premi Franz Liszt, professora, artista hongaresa.

## La seva vida, la seva obra
Entre el 1958 i el 1963 es va llicenciar al piano a la facultat de música de Liszt Ferenc amb József Gát i András Mihály. Després de llicenciar-se, a partir del 1963 es va convertir en professora ajudant a la universitat i posteriorment en professora associada.
Com a estudiant, va participar al Concurs Internacional de Piano Liszt - Bartók de 1961, on va rebre un meritori diploma. Com a becari, va assistir als cursos de piano de Yvonne Lefébure a París diverses vegades. A més de les seves activitats docents, realitza actuacions contínues en aquesta funció, a més d’Hongria, ha actuat a molts països europeus (Gran Bretanya, Alemanya, Àustria, França, Txecoslovàquia, Romania), així com al Canadà i la Xina. No només actua a la nit en solitari i orquestral, sinó també com a músic de cambra, actuant amb excel·lents orquestres, directors i intèrprets de música.
El seu repertori inclou una sèrie d’obres estàndard de literatura per a piano, i també li agrada tocar i presentar obres d’autors hongaresos contemporanis (Emil Petrovics, József Sári, István Láng, Attila Bozay, Máté Hollós). Emil Petrovics li va escriure un concert per a piano, que va presentar el 1999. Pràcticament va començar el renaixement hongarès de Dohnányi interpretant peces per a piano de Dohnányi. Investiga, interpreta i grava els valors musicals desconeguts del segle xix, les peces oblidades d'Ábrányi, Beliczay, Bertha, Mosonyi, Goldmark, Volkmann i altres. Molts d'aquests enregistraments són estrenes mundials. També s'han publicat molts CD d'estrena mundial ambla seva actuació gràcies a la seva col·laboració amb l'editora amb seu a Hong Kong HNH International Limited. A més, els seus enregistraments al voltant de cinquanta van ser publicats principalment per "Marco Polo", "Naxos" i "Hungaroton".
Des del 1996, també participa en la difusió de coneixements musicals, revifant la memòria dels salons de música antiga, tocant música amb artistes famosos i presentant els valors de la música clàssica hongaresa acompanyats de converses informals.

## Premis, reconeixements
- Elogi del ministre de Cultura (1985)
- Premi de nivell per a intèrprets hongaresos (1992)
- Premi Ministre d'Educació Pública al Servei Cultural (1993)
- Premi Artisjus (1993, 1997, 1999)
- Premi Liszt Ferenc (1994)
- Medalla al Mèrit per Ferencváros (2003)
- Bartók - Premi Pastor (2011)
- Artista Digne (2015)